# حضرت والا
حضرت والا نمایشی است به کارگردانی و نویسندگی حسین پاکدل که در آذر، دی و بهمن ۱۳۸۹ در تماشاخانه ایرانشهر تهران اجرا شد. این تئاتر داستان سه نسل از خاندان حضرت والا (تیمورتاش) را با زمانی غیرخطی و پرش‌های زمانی روایت می‌کند که به گفته کارگردان، اصراری به بازسازی مو به موی تاریخ نبوده‌است.
حسین پاکدل در بروشور حضرت والا نوشته است:
چه بخواهیم چه نخواهیم، گذشته را از منظر حال می‌بینیم. قدر مسلم آن که اعمال و رفتار رفتگان زمانی برای ما معانی قابل درکی دارد که به کنه انگیزه‌ها، تضاد منافع و موقعیتی که در آن زیسته‌اند، تا حدودی نزدیک شویم. به همین دلیل ساده در این نمایش اصراری به بازسازی موبه موی تاریخ نبوده است.
و در ادامه، جمله‌ای از کورت ونه گات بازگو می‌کند: «برخی حقایق لاینفک را بپذیرید قیمتها صعود می‌کنند، سیاستمداران کلک می‌زندد، شما هم پیر می‌شوید؛ و آن‌گاه که پیر شدید، در تخیلتان به یاد می‌آورید که وقتی جوان بودید قیمت‌ها مناسب بودند، سیاستمداران شریف بودند، و بچه‌ها به بزرگترهایشان احترام می‌گذاشتند.»
بهروز خرم، منتقد، کارگردان را در ایجاد تنوع و عدم خستگی با وجود زمان طولانی اجرا موفق می‌داند و طراحی صحنه، نورپردازی، ریتم، تمپو، چیدمان، قابل جابجایی و چندمنظوره بودن ادوات صحنه، و اینکه خود بازیگران در هنگام اجرا، صحنه بعدی را می‌چینند تا زمانی از این بابت نسوزد از نقاط قوت کار می‌داند و تاکیدگذاری‌های بیش از حد کارگردان در استفاده از موسیقی در برخی صحنه‌ها و بازیگری را از نقاط ضعف آن. بهروز خرم در طراحی نور، تسلط نور شب با تنالیته‌ای آبی بر صحنه که احساس ناخوداگاهی از زد و بندهای حکومتی و سیاسی را به شکلی مرموز اما همچنان نامحسوس در شب که قاعدتاً وقت سیاست است، جالب توجه می‌یابد.
حسین پاکدل می‌نویسد «حوادث مختلف تاریخی دستمایه‌های ما برای تولید این نمایش بوده است. تصمیم گرفتم بخشی از تاریخ معاصر را که می‌تواند مایه عبرت باشد، انتخاب کنم. به سراغ خیلی از شخصیت‌ها رفتم ولی شخصیت حضرت والابیشتر من را جذب خودش کرد. برای تسلط بر این موضوع سعی کردم مطالعه دقیقی در این باره انجام بدهم. ما با این اثر خواستیم تلنگری بزنیم به مخاطب که نباید شاخک‌های حسی اش نسبت به تاریخ و فرهنگش حساسیت خود را از دست بدهد. در واقع در شرایط امروز اجتماعی به نظرم این نمایش اثری جدی و قابل تأمل است و می‌تواند منجر به جرقه‌هایی در ذهن مخاطب شود؛ جرقه‌هایی که او را نسبت به برخی مسائل پیرامونش کنجکاو می‌کند.» «این تئاتر داستانی مدرن با ریشه‌های تاریخی دارد.»
پاکدل در جایی دیگر می‌گوید «ما اگر سراغ مفهومی تاریخی میرویم نه میتوانیم و نه قرار است تاریخ را عوض کنیم. منظر اصلی ما عبرت گرفتن است یا واکاوی نقدی اجتماعی تا به بهانه آن اثر وضعیت موجود را نقد کنیم.» و می‌افزاید «جامعه ما نیاز به نقد دارد. خیلی از خصلت‌های مردم آن زمان در امروز ما هم جاری است. درست است که شخصیت‌های حاضر در نمایش «حضرت والا» از رجل هستند اما همه آن‌ها میگویند مردم اینگونه می‌خواستند و ما چنین کردیم. مدام اشاره به جامعه و خواست آن‌ها میکنند.»
رضا آشفته، منتقد، این اثر را با تراژدی‌های اساطیر یونان باستان مقایسه می‌کند، چرا که دربارهٔ خاندان‌هایی است که در راس جامعه قرار گرفته‌اند. اما منطق زیبایی شناسانه اش از تراژدی‌های یونانی متفاوت است و آن را منطقی ضدارسطویی و ساختاری افلاطونی می‌داند، چرا که ارسطو میگفت هنر یعنی تقلید [واقعیت]، اما افلاطون به انتزاع اعتقاد داشت.
در مونولوگ پایانی نمایش، پوران دختر حضرت والا ملحفه‌ای را که نماد منیر نوزاد است در آغوش گرفته و می‌گوید «خوابی دخترکم ماه منیر؟ تازه اول قصه بود جان دل، نمی‌دانم من برایت قصه می‌گفتم از وحشت یا تو تعبیر خواب آشفتهٔ من بودی در لباس قصه!» «چه‌خوب که دختر شدی مادر!… بی‌نیازی از تخت و تاج در تدبیرِ این دو روز حیاتِ لاجرم‌… حرصِ قدرت دردِ سرطان است، مثل موریانه می‌افتد به‌جان‌ِ الفتِ زنان و مروتِ مردان» «رعنا می‌شوی زود ولی دانا می‌شوی دیر… شاید فرداروز تو بتوانی با عقلی مادرانه کدورتِ کینه بروبی عاقبت از این غمکده و نشاطِ عشق بپاشی به باغ و باورِ این خانه» «دخترکِ خیال، برای تو به‌یادگار، بسیار نوشتم از خاطراتِ رفته، خواهی خواند اگر بگردی و بیآبی برگ‌برگ از زیرِ خشت خشتِ این خانه»

## عوامل
- بازیگران: مهدی سلطانی (حضرت والا)، عاطفه رضوی (منیر، پوران، سرور)، مهدی پاکدل (ایرج)، داریوش موفق (آیرم)، حمید ابراهیمی (سرهنگ احتشام)، مهران امام‌بخش (داور)، مرتضی آقاحسنی (نصرت‌الدوله)، محمدصداق ملکی (نادر)، حمیدرضا نعیمی و طوفان مهردادیان (سردار اسعد)، معصومه قاسمی‌پور (سلطنت)، روح‌الله کمانی (امیر طهماسبی)، پرهام دلدار (خسرو)، علیرضا عیسوی (مرد زمان)، هومن خدادوست (پزشک احمدی)، ابراهیم عزیزی (خدمتکار آلمانی)
- گروه موسیقی: آهنگساز: ونداد مساح‌زاده، کاوه محمدعلی‌نژاد (کمانچه)، هیرش نقش‌بندی (تنبک و ادوات پرکاشن)، ژوبین عسگریه (دی جی ری دو و ادوات پرکاشن)، امیر دین‌محمدی (تیمپانی و ادوات پرکاشن)
- طراح صحنه: منوچهر شجاع، طراح نور: علی صفری
- طراح لباس: گلناز گلشن
- طراح گریم: عبدالله اسکندری
- مشاور کارگردان: دکتر مهدی سلطانی
- طراح پوستر و بروشور: استودیو پاکدل

## چهره‌های تاریخی
این نمایش به گفته کارگردانش، بازسازی مو به موی تاریخ نبوده‌است (ما اگر سراغ مفهومی تاریخی میرویم نه می‌توانیم و نه قرار است تاریخ را عوض کنیم. یک گوشه چشمی به آن واقعه تاریخی داریم ولی هدف اصلی این است که بگوییم چه شد که آن واقعه تاریخی رخ داد. منظر اصلی ما عبرت گرفتن است یا واکاوی نقدی اجتماعی تا به بهانه آن اثر وضعیت موجود را نقد کنیم.) با این حال می‌توان مثل‌هایی از چهره‌های تاریخی عهد رضاشاه را در آن مشاهده کرد:
- عبدالحسین تیمورتاش (۱۲۶۰ – ۹ مهر۱۳۱۲) دارای لقب‌های سردار معززالملک و سردار معظم خراسانی، دولتمرد ایرانی دوره‌های قاجار و پهلوی. او از کسانی بود که در برانداختن قاجارها و برآوردن پهلوی‌ها کوشش بسیارکرد، در دوره رضاشاه وزیر بود و نقش مهمی را در سیاست خارجی ایران بازی کرد. چند سال بعد مورد غصب رضاشاه واقع شد و در ۱۳۱۲ در زندان قصر کشته شد.
- پوران دختر حضرت والا مثلی از ایران تیمورتاش (۱۲۹۵–۱۳۷۰) از شاعران مشهور بجنورد و وابسته فرهنگی و مطبوعاتی سفارت ایران در فرانسه بود که با پشتکار بسیار پزشک احمدی، قاتل پدرش عبدالحسین تیمورتاش و فعالان دیگر زمان رضاشاه را به محاکمه کشاند.
- سردار اسعد جعفرقلی خان بختیاری از رؤسای ایل بختیاری و از فاتحان تهران در جریان انقلاب مشروطه در ایران. وزیر جنگ رضاشاه.
- محمدحسین آیرم از نظامیان دوره رضاشاه. او در زمان سردارسپه، فرمانده تیپ مستقل شمال بود. سپس به آذربایجان و پس از مدتی به تهران منتقل شد. سپس به ریاست نظمیه منصوب شد و قدرت و ثروت عظیمی از این راه جمع‌آوری کرد.
- پزشک احمدی از شکنجه‌گران حکومت پهلوی بود که با تزریق آمپول هوا و آمپولهای سمی، مخالفان و منتقدان حکومت را به قتل می‌رساند. در این نمایش شبیه به سگ بولداگ محمدحسین آیرم گریم شده‌است.
- نصرت‌الدوله (۱۲۶۸–۱۳۱۶) شاهزاده قاجاری، که از نوجوانی به کار سیاست پرداخت. او در جریان انعقاد قرارداد ۱۹۱۹ وزیر امور خارجهٔ کابینهٔ وثوق الدوله و یکی از سه امضاکنندهٔ قرارداد بود. با برآمدن رضاخان به او نزدیک شد و مدتی در حکومت رضاشاه وزیر بود. سپس مورد غضب شاه واقع شد.